# Flo Sandon's
Flo Sandon's (italià: Mammola Sandon)  (Vicenza, 29 de juny de 1924 - Roma, 16 de novembre de 2006) va ser un cantant italià que va ser popular en els anys posteriors a la Segona Guerra Mundial. Va guanyar el Festival de Música de Sanremo el 1953 amb la cançó "Viale d'autunno".

## Carrera
Sandon va néixer a Vicenza, al Vèneto. La seva carrera musical va començar el 1944 quan va debutar en un escenari benèfic de la Creu Roja. El seu nom artístic, Sandon's, va venir per casualitat: va ser un descuit de la il·lustradora que va preparar la seva primera portada discogràfica. El seu primer gran descans com a vocalista professional va arribar el 1947, quan va cantar a The Hot Club of France amb dues llegendes del jazz: el guitarrista Django Reinhardt i el violinista Stéphane Grappelli. Celebrity va arribar el 1952 gràcies a la pel·lícula Anna dirigida per Alberto Lattuada i protagonitzada per Silvana Mangano, Vittorio Gassman i Raf Vallone. El de Flo Sandon's no va aparèixer a la pel·lícula, però va interpretar dues cançons a la banda sonora de la pel·lícula, "T'ho voluto ben" i "El Negro Zumbón". Tots dos van ser grans èxits. A Nat King Cole li va agradar tant "T'ho voluto ben" que uns anys més tard el va gravar amb el nou títol "Non Dimenticar".
El 1953 Flo Sandon's va participar per primera vegada al Festival de Música de Sanremo i va guanyar. La cançó era "Viale d'autunno" i també va ser interpretada per una altra cantant, Carla Boni. Tots dos guanyadors van ser a la seva primera aparició al popular concurs de cançons i van tenir èxit per davant de la gran favorita Nilla Pizzi. La premsa va especular sobre un possible complot contra Pizzi: suposadament havia estat escollida originalment per interpretar "Viale d'autunno", però va ser acomiadada, possiblement per despit o gelosia, i la cançó es va oferir a Sandon i Boni.
El 1955 Flo Sandon es va casar amb Natalino Otto, també cantant italià. Van tenir una filla, Silvia, que va néixer el 1956. Més tard van fer una gira junts a Itàlia i a l'estranger durant diversos anys.
Se'l i atribueix el descobriment d'una de les més grans cantants d'Itàlia de tots els temps: Mina. La nit del 24 de setembre de 1958, els Happy Boys, una banda d'estudiants adolescents, tocaven a la sala de ball Rivarolo del Re, Cremona. Otto i la seva dona hi eren presents i van quedar molt impressionats per la cantant d'aquest grup. La van anar a conèixer al final del concert i li van proposar una sessió de gravació de prova. Un mes després, va sortir el primer senzill de Mina.
Flo Sandon's va competir cinc vegades més al Festival de Música de Sanremo, però mai més va guanyar. No obstant això, va guanyar un altre concurs de cançons, el Festival de Nàpols el 1960 amb "Serenata a Mergellina".
Altres èxits del seu repertori inclouen "Vorrei volare", "Kiss Me", "I Love Paris", "Passa il tempo", "Concerto d'autunno", "Verde luna", "Domani", "Que sera sera" i "Bevi amb mi".
Flo Sandon va morir a Roma a l'edat de 82 anys.